# Stausee Oberilzmühle
Der Stausee Oberilzmühle, auch Haslach-Speicher, nördlich von Passau in Bayern in der Gemeinde Salzweg staut den Fluss Ilz bei Oberilzmühle zum See auf.
Für den Neubau eines Wasserkraftwerkes kaufte 1939 die Stadt Passau die Oberilzmühle. Im Mai 1942 musste die Stadt das Projekt an die Arno-Fischer-Forschungsstätte abtreten, die ein sogenanntes Unterwasserkraftwerk unter der Leitung von Arno Fischer errichten wollte. Die Bauarbeiten wurden von im Außenlager des KZ Mauthausen,  Passau 1, zur Zwangsarbeit verpflichteten Häftlingen bis in die letzten Kriegstage durchgeführt.
Nach dem Zweiten Weltkrieg haben die Stadtwerke Passau das Projekt von 1951 bis 1955 als Wasserkraftwerk Oberilzmühle in konventioneller Technik fertiggestellt. Es ist seit 1953 in Betrieb. 1965 und 1966 wurde die Staumauer erhöht. Dadurch konnte die Leistung auf maximal 500 Kilowatt ausgebaut werden.

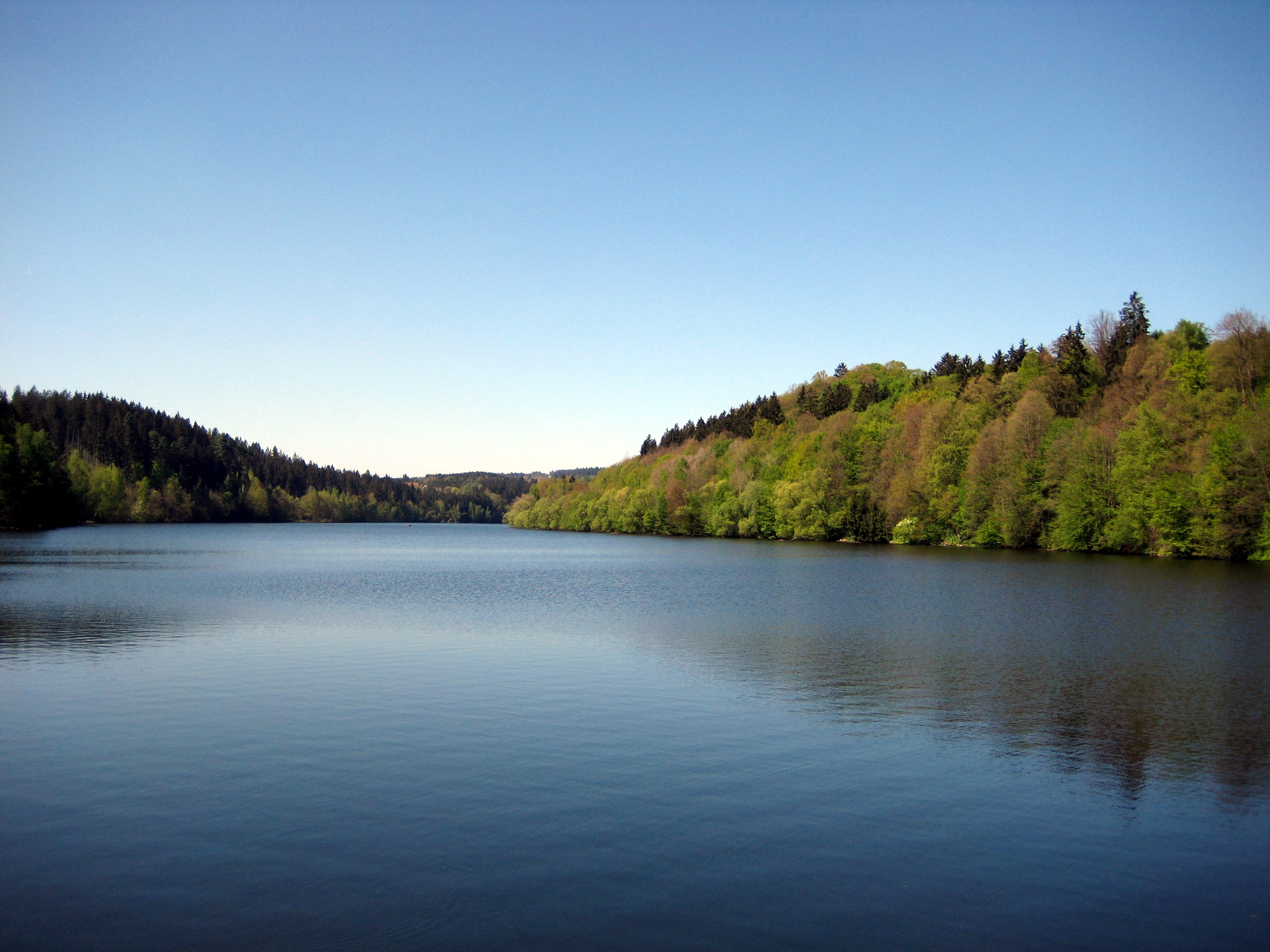
Der Stausee Oberilzmühle von der Staumauer aus

Der Stausee Oberilzmühle ist etwa fünf km lang. Seine Breite beträgt im oberen Teil 40 bis 50 m, im unteren Teil bis 200 m. Die maximale Tiefe beträgt 14 m. Die Staumauer ist eine Gewichtsstaumauer von 19 m Höhe und 110 m Länge.
Das Kraftwerk Oberilzmühle an der Ilz produziert mit einer Nennleistung von 3,4 MW jährlich etwa 13 Mio. kWh Strom, was ungefähr dem Strombedarf von 4000 Haushalten entspricht.
Der Stausee dient auch der Naherholung. Neben einem öffentlichen Badestrand am Westufer befindet sich ein inoffizieller FKK-Bereich am Ostufer.
Wegen der Verunreinigung der Ilz mit Faulschlamm besteht immer wieder ein Badeverbot in der Ilz. Vor allem im August kann sich durch Algenblüte die Wasserqualität im Stausee erheblich verschlechtern.
2007 wurde ein Fischweg gebaut, der eine Umgehung der Staumauer auf der westlichen Seite erlaubt.